# La càmera lúcida
La càmera lúcida. Nota sobre la fotografia (en francés original: La chambre claire. Note sur la photographie) és una obra de Roland Barthes, escrita entre el 15 d'abril i el 3 de juny del 1979, i publicada l'any següent, en la qual l'autor qüestiona la naturalesa de la fotografia, intentant entendre si té un "geni propi", un tret que la distingisca d'altres mitjans de representació.
Aquesta obra es fa ressò d'un període difícil que va viure l'escriptor després de la mort de sa mare el 25 d'octubre del 1977.
La dedica a L'imaginari de Jean-Paul Sartre.
El títol és un joc de paraules basat en l'etimologia de càmera i cambra, procedent de la mateix mot llatí camera. La fotografia desenvolupada a les fosques (cambra obscura) es caracteritza per la seua obvietat, la seua certesa. Segons R. Barthes, la fotografia s'acostaria més a la idea de camera lucida, perquè, a diferència d'altres percepcions, dona el seu objecte d'una manera indiscutible i precisa.
L'assaig s'il·lustra amb 25 fotografies, antigues i contemporànies, triades per l'escriptor: obres de fotògrafs famosos com ara William Klein, Robert Mapplethorpe i Gaspar-Félix Tournachon, així com una fotografia de la col·lecció privada de l'autor.
La fotografia de la mare de Barthes, la photo du Jardin d'Hiver, tot i que àmpliament comentada, no es va reproduir a l'assaig. Per trobar-la, cal anar a un altre llibre seu: Barthes per Roland Barthes.

## Gènesi
En La Nuit sera noire et blanche, Jean Narboni, crític dels Cahiers du cinéma, torna a la gènesi tan particular d'aquest llibre.

## El seu corpus
Entre els fotògrafs citats, i sobre les fotografies dels quals recolza l'evolució del seu pensament, trobem en concret Robert Mapplethorpe, André Kertész, William Klein, Gaspard-Félix Tournachon, Richard Avedon i Francis Apesteguy.
Les fotografies reproduïdes en l'assaig són sobretot retrats (d'estudi, de carrer i retrats documentals) i fotografies de carrer.

## Forma i estil
La càmera lúcida consta de 48 capítols i dues parts. Tal com especifica el subtítol (Nota a la fotografia), és una forma lliure, sense estructura estricta. R. Barthes no parteix d'una tesi; presenta l'evolució del seu pensament: torna a les idees expressades en els capítols anteriors per completar-les o fins i tot negar-les ("Vaig haver de retractar-me'n"). Partint d'una voluntat de concebre l'art de la fotografia, la història es fa cada volta més personal en la segona part: "Vaig haver d'aprofundir en mi mateix per trobar l'evidència de la fotografia." El registre científic, que s'il·lustra amb la precisió del vocabulari i moltes referències erudites i culturals, dona pas al registre subjectiu, molt íntim (ús de pronoms personals de primera persona del singular, temps passats, elements autobiogràfics, judici de valors...).

## Els tres punts de vista sobre la fotografia
R. Barthes diferencia tres punts de vista respecte a una fotografia:
Operador: el que fa la foto. Barthes no és fotògraf, per tant no pot parlar de l'emoció d'operador. Suposa, però, que la fotografia de l'operador seria "una visió retallada pel forat de la camera obscura.
Espectador: qui mira la foto.
Espectre: l'objectiu, el referent de la foto: un objecte o un ésser humà. R. Barthes tria la paraula "espectre" per a destacar la relació que la fotografia té amb l'espectacle.
La persona fotografiada és alhora:
1) qui ella creu que és,
2) la que voldria que ens creguéssem,
3) la que el fotògraf creu que és,
4) la que utilitza per exposar el seu art.
La intersecció d'aquests quatre imaginaris li provoca una sensació de no autenticitat.

## Els elements de la fotografia

### Estudi
Entre les fotografies de les quals parla l'autor, hi ha les que davant de les quals Roland Barthes se sent "un efecte mitjà", que anomena "estudi" (studium). Aquest interés cultural, polític o social pretén identificar les intencions del fotògraf. L'espectador les viu com vol: les pot aprovar o no, però les entén, perquè com a consumidor de cultura està dotat d'una mena d'educació ("coneixement i educació"). Segons l'autor, però, la cultura és un contracte entre creadors i consumidors. Studium és convencional, una mena d'interés general "vague, suau, irresponsable". Ens permet redescobrir el fotògraf i rehabilitar la fotografia donant-hi una funció (informar, representar, sorprendre, donar sentit, fer que la gent l'estime).

### Punctum
Punctum és una paraula llatina que significa 'punxada', 'petit forat', 'petita taca', 'petit tall', i també un llançament de daus. És l'atzar que apareix en una fotografia i que no es pot percebre per cap anàlisi, allò que no podem anomenar. És un detall que provoca una forta emoció en l'espectador, que crida especialment l'atenció, i que no és, però, intenció del fotògraf. El punctum constitueix una mena de fora de pantalla subtil.

#### Fotografia "unària"
És possible que una fotografia no tinga un punctum. En aquest cas, no hi ha cap problema. És una fotografia ingènua, sense intenció i sense càlcul, que pot "cridar", però no pas "ferir". Barthes anomena aquest tipus de fotografia "fotografia unària".

## Fotografia i sorpresa
Roland Barthes distingeix cinc tipus de sorpresa provocada per una fotografia sobre l'espectador:
- La raresa, com la d'una antologia de monstres (fa pensar en Diane Arbus però Barthes no hi fa al·lusió);
- El numen, de l'instant decisiu, com el de la fotografia d'una dona botant des del primer pis de l'edifici Publicis en flames feta per Francis Apesteguy;
- La destresa (tècnica): Harold Eugene Edgerton fotografia la caiguda d'una gota de llet en una milionèsima de segon;
- Les contorsions de la tècnica, superposicions, anamorfosis, etc.;
- La troballa, com la d'un emir disfressat que va a esquiar.[2]

## La fotografia i la mort
En La càmera lúcida, R. Barthes qüestiona molt la relació entre la fotografia i la mort.
La fotografia captura un moment en què la persona fotografiada no és ni subjecte ni objecte. Se sent convertint-se en un objecte, viu "una microexperiència de la mort". La persona de la foto ja no li pertany a ella mateixa, esdevé un objecte fotogràfic, que la societat és lliure de llegir, interpretar i col·locar on vulga.
L'objectiu de la fotografia és necessàriament real. El referent ha existit davant de la càmera, però només un breu moment, gravat per l'objectiu. L'objecte ha estat, doncs, present, però immediatament esdevé diferent, diferent a si mateix. R. Barthes conclou que el noema (essència) de la fotografia és "ha sigut". La fotografia capta el moment, n'immobilitza el referent, testimonia que "ha estat" viu i, per tant, suggereix (però no diu necessàriament) que ja és mort.
La fotografia dona certesa de l'existència d'un objecte davant la càmera. Aquesta certesa impedeix qualsevol interpretació i transformació de l'objecte. La mort donada per la fotografia és, per tant, "plana", perquè no s'hi pot pas afegir res.
En fotografia, l'objecte concret esdevé un objecte abstracte, l'objecte real un d'irreal. L'objectiu d'una fotografia està mort, però alhora està immortalitzat pel medi físic que és una fotografia. No obstant això, aquest medi és sensible també a la degradació.

## Fotografia "sàvia" i "boja"
Segons Barthes, hi ha dos tipus de fotografia: la "sàvia" i la "boja".
En la fotografia "sàvia", el realisme resta per a l'espectador "relatiu, temperat per hàbits estètics i empírics".
En fotografia "boja", el realisme és absolut, original. Ara, mirant les fotografies "boges", l'espectador s'enfronta amb el que està mort o el que morirà. Experimenta cap a l'objecte observat un sentiment que Barthes descriu primer com "amor" i després com a "llàstima". La certesa que l'ésser representat "ha existit" i, en conseqüència, que ja no és o que ja no serà, el fa boig.

## Fotografia i altres arts de representació
La fotografia pren prestat el marc i perspectiva de la pintura; se'n diferencia, però, perquè, en la seua representació, sempre dona fe que el seu objecte "ha existit".
Així també es distingeix del llenguatge, que per la seua naturalesa és fictici.
Pel que fa a la seua relació amb el cinema, la fotografia, a diferència d'aquest, es caracteritza per la immobilitat del referent. El temps s'atura allà d'una manera "excessiva i monstruosa". La fotografia trenca amb la continuïtat de la imatge, tal com la podem veure en el cinema. En les pel·lícules, s'assumeix que l'experiència continuarà, mentre que en la fotografia, l'objecte roman immòbil, "protesta per la seua antiga existència" i s'aferra a l'espectador.
Finalment, per la representació de la mort, la fotografia s'acosta al teatre primitiu que estava vinculat al culte fúnebre. En el teatre originari, els actors i actrius estan vius i morts (duen maquillatge i màscares).
Cal remarcar que Barthes hi ignora l'escultura.

## Acollida
Tiphaine Samoyault, autora d'una biografia sobre Roland Barthes, parla d'una "acollida mixta" del llibre. Louis-Jean Calvet revela que l'escriptor estava "extremament decebut" per la reacció de la premsa. De fet, més personal que les seues altres obres, La càmera lúcida era una obra a la qual Barthes estava especialment vinculat.
No obstant això, hi ha crítiques positives de l'assaig, sobretot en Newsweek, que el descriu com un "excel·lent treball". Barthes també va rebre opinions favorables dels seus amics: Marthe Robert parla en la seua carta a l'escriptor d'un "bon llibre, un llibre molt bo". Julia Kristeva, en una carta del 16 de febrer del 1980, n'aprecia la seua claredat de raonament.